# 張光藻
張光藻（1815年—1884年），字翰泉，安徽廣德州（今安徽省廣德縣）人，清朝政治人物，同進士出身。

## 生平
咸丰六年（1856年）丙辰科進士，授實錄館謄錄官。后署直隸保定府望都縣。同治二年，擔任直隸順德府任縣知縣。同治八年，署直隸正定府知府。同治九年（1870年），任天津府知府。
同治九年五月二十三日（1870年6月21日），“天津教案”爆发。張光藻受牵连，革職交刑部治罪、發黑龍江效力贖罪。两年后获释。光绪十年（1884年）卒。

## 著作
戍边期间，張光藻作诗三百余首。后来辑成《北戍草》和《龙江纪事》上下两卷。